# Bimbo Jet
Bimbo Jet fue un grupo francés de eurodisco liderado por Claude Morgan (nacido en 1947) y Laurent Rossi (22 de mayo de 1948 - 20 de agosto de 2015), que ganó fama internacional durante el verano de 1974 y de 1975 con la canción "El Bimbo".
"El Bimbo" es popular tanto entre los músicos callejeros como entre los compositores de orquesta; Paul Mauriat aprovechó bien su propio arreglo instrumental en 1975. La canción, en un arreglo de tango, también se escuchó en 4 de las 7 películas de Police Academy, desde la primera película hasta Police Academy 4: Citizens on Patrol como la canción de tango en las escenas de Blue Oyster Bar.
La canción "El Bimbo" se utilizó como tema principal de un cortometraje contra la guerra de fabricación soviética de 1977 llamado "Polígono", dirigido por Anatoly Petrov y escrito por Sever Gansovsky. La letra de "El Bimbo" fue escrita por Hal Shaper .
"El Bimbo" fue lanzado en Francia en junio de 1974 con el sello discográfico Pathé-Marconi, y en el Reino Unido en agosto de 1975.
La pista logró estar en:
| Posición                                                           | País           | Ventas       |
| ------------------------------------------------------------------ | -------------- | ------------ |
| #1                                                                 | Francia        | 1.3 millones |
| #1 en Billboard Disco Singles #5 Disco File Top 20, #43 en Hot 100 | Estados Unidos |              |
| #2                                                                 | Argentina      |              |
| #12                                                                | Reino Unido    |              |
| #77 Singles #31 Pop                                                | Canadá         |              |
| Top 100                                                            | España         |              |
| Top 100                                                            | Italia         |              |
| Top 100                                                            | Dinamarca      |              |
| Top 100                                                            | Turquía        |              |
| Top 100                                                            | Líbano         |              |
| Top 100                                                            | Bégica         |              |
| Top 100                                                            | Suiza          |              |
| Top 100                                                            | México         |              |

El grupo tuvo otro éxito a mediados de 1975, particularmente en Francia, con la canción "La Balanga".[cita requerida]
Laurent Rossi murió el 20 de agosto de 2015, de un infarto a los 67 años. Era hijo del cantante Tino Rossi.

## Versiones de portada
- La Orquesta Mescherin's Orchestra grabó una versión instrumental en la década de 1970. Esta versión se usó a menudo en la televisión soviética como un interludio y se lanzó en el álbum recopilatorio easyUSSR (Лёгкие, LG-006-4), publicado también en Ucrania.
- El cantante griego Yiannis Parios tuvo una exitosa versión en griego "Pote Den Se Xehno" a mediados de la década de 1970.
- La cantante Marion lanzó un sencillo ( Decca Records, 6.11 574 (AC)) con letra de Gerd Thumser, publicado en Alemania en 1974, el álbum titulado El bimbo en 1975 fue publicado en Finlandia ( EMI Records, 5E 246-35080), el cual tuvo como tema de apertura la canción "El bimbo", con letra traducida por Pertti Reponen. El álbum fue el álbum más vendido en Finlandia durante cinco semanas. Ha vendido más de 52 000 copias, alcanzando el estatus de platino. El bimbo es el álbum más vendido de Marion a lo largo de su carrera.[3]
- En 1975 el artista franco-español Georgie Dann publicó en España su versión de esta canción,[4] consechando un gran éxito.
- El cantante indio Zubeen Garg lanzó una versión de la canción en idioma asamés "I Love you Buli Kolu Moi" en 2004.